# Casper Terho
Casper Terho (24 juni 2003) is een Fins voetballer die door Union Sint-Gillis wordt uitgeleend aan SC Paderborn 07. 

## Clubcarrière
Terho doorliep de jeugdreeksen bij HJK Helsinki. Na een omzwerving bij het tweede elftal van HJK Helsinki, Klubi-04, maakte Terho op 26 augustus 2020 zijn debuut op het hoogste Finse niveau in de Veikkausliiga. In de thuiswedstrijd tegen Seinäjoen Jalkapallokerho kwam hij tien minuten voor tijd David Browne vervangen. De wedstrijd werd met 2-0 gewonnen.
Op 29 september 2022 werd bekendgemaakt dat Terho de overstap zou maken naar de Belgische eersteklasser Union Sint-Gillis. Deze overeenkomst ging in op 1 januari 2023. Hij maakte zijn debuut in de Eerste klasse A op 8 januari 2023. In de uitwedstrijd tegen RSC Anderlecht kwam hij twaalf minuten voor tijd Lazare Amani vervangen. De wedstrijd werd met 1-3 gewonnen. In zijn derde seizoen bij Union kwam hij minder aan spelen toe, waardoor hij in januari 2025 voor een half jaar op huurbasis vertrok naar de Duitse tweedeklasser SC Paderborn 07, die wel een aankoopoptie bedong.

## Clubstatistieken
| Seizoen | Club              | Land               | Competitie         | Competitie | Competitie | Beker | Beker | Supercup | Supercup | Europees | Europees | Totaal | Totaal |
| Seizoen | Club              | Land               | Competitie         | Wed.       | Dlp.       | Wed.  | Dlp.  | Wed.     | Dlp.     | Wed.     | Dlp.     | Wed.   | Dlp.   |
| ------- | ----------------- | ------------------ | ------------------ | ---------- | ---------- | ----- | ----- | -------- | -------- | -------- | -------- | ------ | ------ |
| 2019    | Klubi-04 Helsinki | Vlag van Finland   | Kakkonen           | 5          | 3          | 0     | 0     | —        | —        | —        | —        | 5      | 3      |
| 2020    | Klubi-04 Helsinki | Vlag van Finland   | Kakkonen           | 10         | 9          | 1     | 1     | —        | —        | —        | —        | 11     | 10     |
| 2020    | HJK Helsinki      | Vlag van Finland   | Veikkausliiga      | 3          | 0          | 0     | 0     | —        | —        | —        | —        | 3      | 0      |
| 2021    | HJK Helsinki      | Vlag van Finland   | Veikkausliiga      | 12         | 2          | 3     | 0     | —        | —        | 3        | 0        | 18     | 2      |
| 2021    | Klubi-04 Helsinki | Vlag van Finland   | Kakkonen           | 12         | 3          | 0     | 0     | —        | —        | —        | —        | 12     | 3      |
| 2022    | HJK Helsinki      | Vlag van Finland   | Veikkausliiga      | 26         | 4          | 5     | 1     | —        | —        | 6        | 0        | 37     | 5      |
| 2022/23 | Union Sint-Gillis | Vlag van België    | Jupiler Pro League | 6          | 2          | 0     | 0     | —        | —        | 2        | 1        | 8      | 3      |
| 2023/24 | Union Sint-Gillis | Vlag van België    | Jupiler Pro League | 21         | 3          | 3     | 0     | —        | —        | 8        | 1        | 32     | 4      |
| 2024/25 | Union Sint-Gillis | Vlag van België    | Jupiler Pro League | 9          | 0          | 0     | 0     | 1        | 0        | 1        | 0        | 11     | 0      |
| 2024/25 | → SC Paderborn 07 | Vlag van Duitsland | 2. Bundesliga      | 0          | 0          | 0     | 0     | —        | —        | 0        | 0        | 0      | 0      |
| Totaal  | Totaal            | Totaal             | Totaal             | 104        | 26         | 12    | 2     | 1        | 0        | 20       | 2        | 137    | 30     |

Bijgewerkt op 14 januari 2025.

## Interlandcarrière
Terho debuteerde in 2018 als Fins jeugdinternational. Op 4 juni 2024 maakte Terho zijn interlanddebuut voor Finland: in de oefeninterland tegen Portugal (4-2-verlies) liet bondscoach Markku Kanerva hem in de 65e minuut invallen.
| Interlands van Casper Terho      | Interlands van Casper Terho      | Interlands van Casper Terho      | Interlands van Casper Terho      | Interlands van Casper Terho      | Interlands van Casper Terho      | Interlands van Casper Terho      |
| No.                              | Datum                            | Wedstrijd                        | Uitslag                          | Soort Wedstrijd                  | Doelpunten                       |                                  |
| Als speler bij Union Sint-Gillis | Als speler bij Union Sint-Gillis | Als speler bij Union Sint-Gillis | Als speler bij Union Sint-Gillis | Als speler bij Union Sint-Gillis | Als speler bij Union Sint-Gillis | Als speler bij Union Sint-Gillis |
| -------------------------------- | -------------------------------- | -------------------------------- | -------------------------------- | -------------------------------- | -------------------------------- | -------------------------------- |
| 1.                               | 4 juni 2024                      | Portugal – Finland               | 4 – 2                            | Vriendschappelijk                | -                                |                                  |
| 2.                               | 7 juni 2024                      | Schotland – Finland              | 2 – 2                            | Vriendschappelijk                | -                                |                                  |
| Totaal                           | Totaal                           | Totaal                           | Totaal                           | Totaal                           | -                                |                                  |

Bijgewerkt tot 14 januari 2025

## Erelijst
| Competitie         |              |                  |              |              |
| Competitie         | Aantal       | Jaren            |              |              |
| HJK Helsinki       | HJK Helsinki | HJK Helsinki     | HJK Helsinki | HJK Helsinki |
| ------------------ | ------------ | ---------------- | ------------ | ------------ |
| Veikkausliiga      | 3x           | 2020, 2021, 2022 |              |              |
| Union Sint-Gillis  |              |                  |              |              |
| Beker van België   | 1×           | 2023/24          |              |              |
| Belgische Supercup | 1x           | 2024             |              |              |